# یک رابطه سلطنتی
یک رابطه سلطنتی (به دانمارکی: En kongelig affære) فیلمی دانمارکی در سبک تاریخی و درام و محصول سال ۲۰۱۲ میلادی است.

## داستان
پرنسس کارولین، یک شاهدخت انگلیسی است که به دنبال ازدواج مصلحتی و بدون آشنایی قبلی با شاه کریستین هفتم، پادشاه دانمارک وارد دربار دانمارک میشود. کارولین به سرعت متوجه می‌شود که کریستین کاملا دیوانه است و کنترل کشور کاملا در دست شورای سلطنتی است که اعضای آن اشراف متعصب و فاسد هستند. با شدت گرفتن بیماری کریستین، یوهان استرونسی که یک پزشک روشنفکر آلمانی است به عنوان پزشک شخصی کریستین وارد دربار میشود. یوهان به سرعت اعتماد کریستین را جلب میکند. از سوی دیگر کارولین که از دربار متعصب و پادشاه دیوانه کاملا ناامید شده به آرامی شیفته یوهان روشنفکر و فرهیخته میشود...

## بازیگران
| بازیگر         | نقش                         | توضیح           |
| -------------- | --------------------------- | --------------- |
| مدس میکلسن     | یوهان فریدریش اشترونزه      | پزشک دربار      |
| آلیسیا ویکاندر | کارولین ماتیلدا از بریتانیا | ملکه دانمارک    |
| میکل فلسگورد   | کریستیان هفتم               | پادشاه دانمارک  |
| داوید دنسیک    | گلدبرگ                      |                 |
| سایرون ملویل   | برنت                        | دستیار استرونسی |

## جایزه، نامزدی جوایز
در شصت و دومین دورهٔ جشنواره بین‌المللی فیلم برلین، میکل فلسگورد برندهٔ جایزهٔ خرس نقره‌ای برای بهترین بازیگر مرد شد. همچنین فیلم، خرس نقره‌ای برای بهترین فیلم‌نامه را توسط نیکولای آرسل و راسموس هایستربرگ؛ از همین جشنواره به خود اختصاص داد.
| سال  | جایزه                                    | رشته                              | گیرنده                         | نتیجه    |
| ---- | ---------------------------------------- | --------------------------------- | ------------------------------ | -------- |
| ۲۰۱۳ | هشتاد و پنجمین دوره جوایز اسکار          | جایزه اسکار بهترین فیلم خارجی‌زبان | یک رابطه سلطنتی                | نامزدشده |
| ۲۰۱۲ | شصت و دومین جشنواره بین‌المللی فیلم برلین | خرس طلایی                         | نیکلای آرسل                    | نامزدشده |
| ۲۰۱۲ | شصت و دومین جشنواره بین‌المللی فیلم برلین | بهترین فیلم‌نامه                   | نیکلای آرسل و راسموس هایستربرگ | برنده    |
| ۲۰۱۲ | شصت و دومین جشنواره بین‌المللی فیلم برلین | بهترین بازیگر مرد                 | میکل فلسگورد                   | برنده    |
| ۲۰۱۲ | انجمن منتقدان فیلم دالاس‌فورت وورث        | بهترین فیلم خارجی‌زبان             | یک رابطه سلطنتی                | نامزدشده |
| ۲۰۱۲ | جایزه انجمن منتقدان فیلم فونیکس          | بهترین طراحی صحنه و لباس          | مس میکلسن                      | نامزدشده |
| ۲۰۱۲ | جایزه انجمن منتقدان فیلم فونیکس          | بهترین فیلم خارجی‌زبان             | یک رابطه سلطنتی                | نامزدشده |
| ۲۰۱۲ | جایزه ساتلایت                            | بهترین فیلم خارجی‌زبان             | یک رابطه سلطنتی                | نامزدشده |
| ۲۰۱۲ | جایزه ساتلایت                            | بهترین طراحی صحنه و لباس          | مدس میکلسن                     | برنده    |
| ۲۰۱۲ | جایزه ساتلایت                            | بهترین کارگردانی هنری             | نیلز سیر                       | نامزدشده |
| ۲۰۱۲ | جوایز انجمن منتقدان فیلم واشینگتن        | بهترین فیلم خارجی‌زبان             | یک رابطه سلطنتی                | نامزدشده |
| ۲۰۱۳ | هفتادمین مراسم گلدن گلوب                 | بهترین فیلم خارجی‌زبان             | یک رابطه سلطنتی                | نامزدشده |